# Słabkowice
Słabkowice – wieś w Polsce, położona w województwie świętokrzyskim, w powiecie buskim, w gminie Busko-Zdrój.
W latach 1975–1998 miejscowość administracyjnie należała do województwa kieleckiego.

## Integralne części wsi
| SIMC    | Nazwa | Rodzaj    |
| ------- | ----- | --------- |
| 0232845 | Młyn  | część wsi |

## Osoby związane ze Słabkowicami
- Aleksander Bem – obrońca chłopów, uczestnik powstania miechowskiego Ludwika Mazarakiego, przyrodni brat gen. Józefa Bema.
- Henryk Grabala – polski działacz ludowy, żołnierz Batalionów Chłopskich.